# Xangelina basigutta
Xangelina basigutta är en tvåvingeart som beskrevs av Walker 1856. Xangelina basigutta ingår i släktet Xangelina och familjen lövflugor. Inga underarter finns listade i Catalogue of Life.